# Iserlohner Bürger-Schützen-Verein 1705

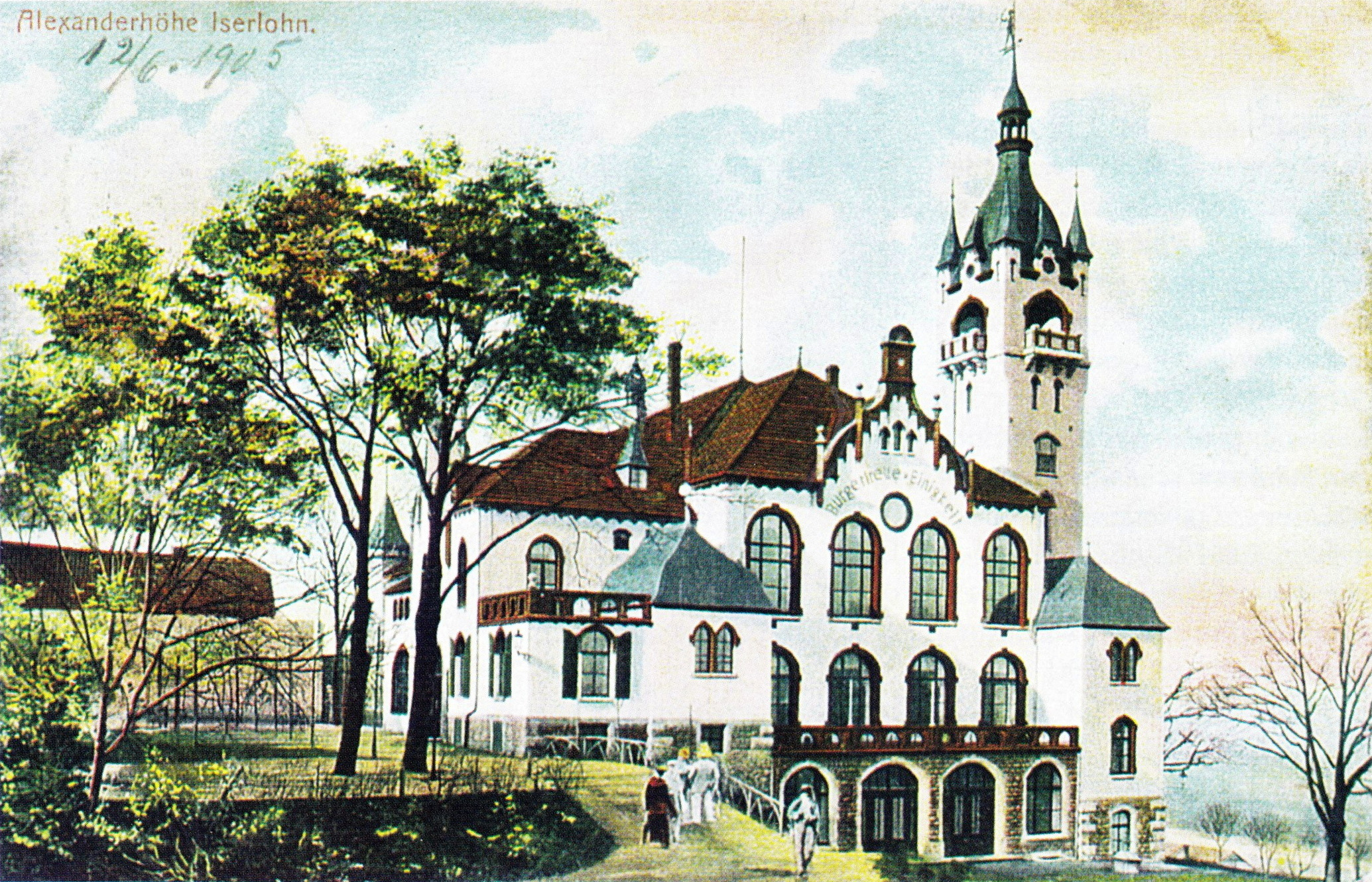
Perspektivzeichnung der neuen „Schützenburg“ auf der Alexanderhöhe des Architekten Otto Leppin

Der Iserlohner Bürger-Schützen-Verein 1705 (IBSV) ist ein Schützenverein in Iserlohn in Nordrhein-Westfalen.
Der Verein entstand am 27. September 1705. Er ist einer der ältesten Schützenvereine der Region und der älteste Verein der Stadt. Der IBSV ist bekannt für sein jährliches Schützenfest, die Internationale Musikparade Iserlohn, die Pflege lokaler Traditionen und die Durchführung kultureller Veranstaltungen.

## Geschichte

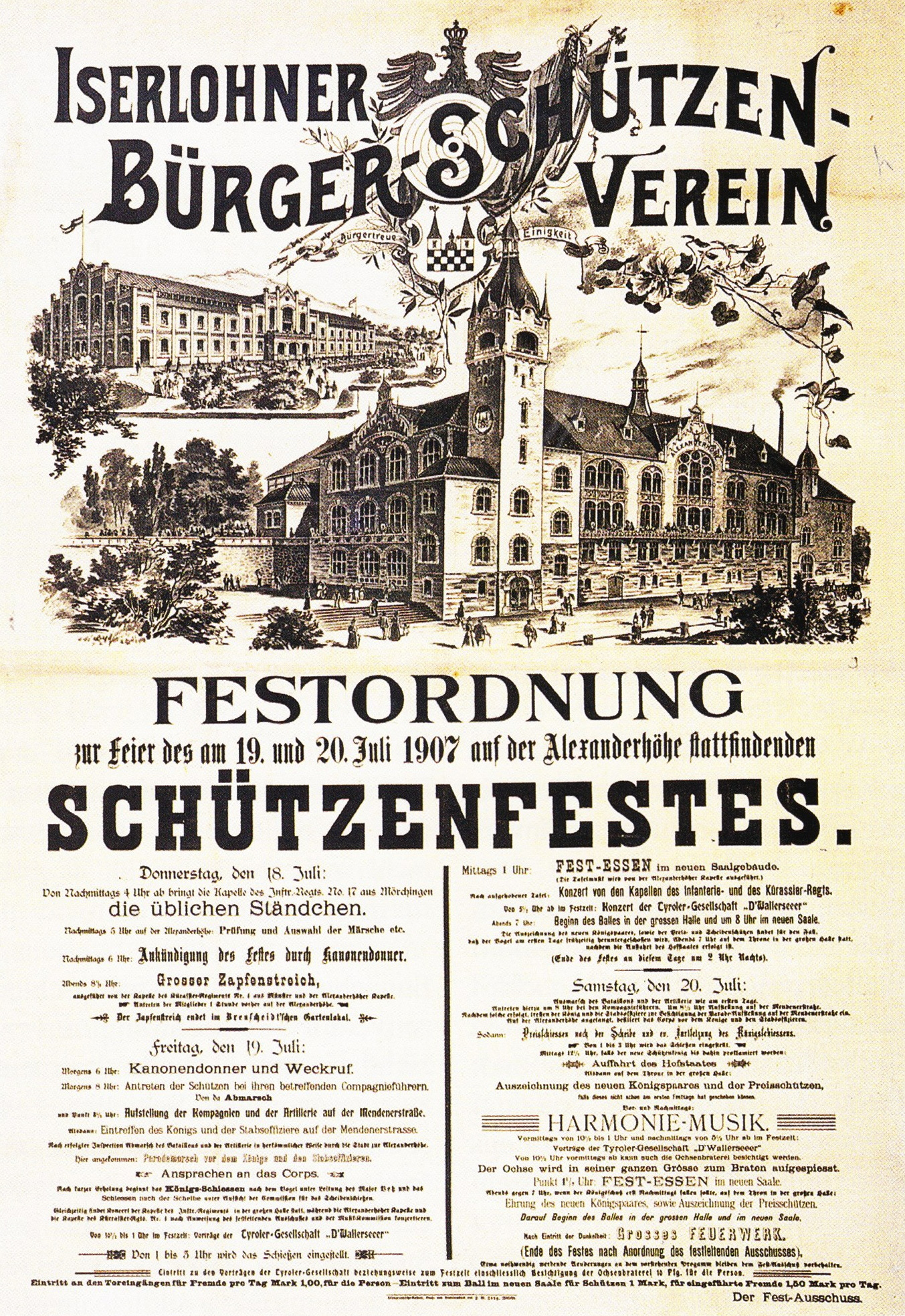
Festordnung des IBSV (1907)

Die Iserlohner Schützengesellschaft wurde durch einen Erlass von König Friedrich I. von Preußen vom 27. September 1705 in ihrer alten Art wieder „instand gesetzt“, um die Bürger der Stadt Iserlohn zu schützen. Diese hatte nach dem Ende des Dreißigjährigen Krieges ihre eigentliche Bedeutung als Bürgerwehr verloren und ging nur noch dem „harmlosen Schießen nach dem Vogel mit Gelage und Volksbelustigung“ nach. Entgegen der Intentionen Friedrichs I. haben die „Schützen Compagnien“ keinerlei politisch-militärische Bedeutung erlangt. 1738 wurde eine zweite Schützenkompanie ins Leben gerufen. 1755 entstand das „Corps zu Pferde“ (Kavalleriekorps), das bis 1885 bestand. 1827 kam ein Jägerkorps hinzu, dessen Mitglieder grüne Röcke trugen, die auch heute noch vom IBSV getragen werden. Alle Kompanien hatten eine relativ autonome Stellung. 1850 ging das Jägerkorps im Schützen-Infanterie-Corps auf.
Auf Betreiben von Alexander Löbbecke schlossen sich 1862 die einzelnen Schützenorganisationen zu einem Verein zusammen. Dieser Verein erhielt 1862 seinen heutigen Namen „Iserlohner Bürgerschützenverein“. Im gleichen Jahr gründete sich auch die „Artillerie“. Für 15.000 Thaler erwarb 1862 der IBSV ein 12 Morgen großes Gebiet am Hang des Fröndenbergs namens „Ackenbrock“. Zum Andenken an ihren Oberst Alexander Löbbecke nannte der Verein das Gelände fortan „Alexanderhöhe“. Auf der Alexanderhöhe ließ der Bürgerschützenverein 1862 nach Plänen des Iserlohner Baumeisters Max Nohl eine Festhalle, die damalige „Alte Halle“, auch „Große Schützenhalle“ genannt, errichten, die zum Schützenfest 1863 eingeweiht werden konnte. Sie bot mit ihren Ausmaßen von 86 Meter × 26 Meter 4.000 Personen Platz und war zur damaligen Zeit nach dem Kölner Gürzenich die zweitgrößte Schützenhalle in Westdeutschland. Eine Nutzung als Lazarett mit 100 Betten erfolgte während des Deutsch-Französischer Krieges 1870/1871. 1863 entstand auch ein zweigeschossiges Schießhaus mit 150 Meter langen Schießbahnen. 1865 folgte die Errichtung einer „Kleinen Halle“ mit Bühne und Rittersaal.
In den folgenden Jahren stieg die Zahl der Mitglieder weiter an. Um Platz für eine größere Halle zu bekommen, ließ der Schützenverein 1896 die „Kleine Halle“ und ein 100 Jahre altes Wirtschaftsgebäude abreißen. Nach der Ausschreibung eines offenen Architektenwettbewerbes erhielt der Iserlohner Architekt Otto Leppin den Zuschlag für den Bau einer neuen großen Schützenhalle. Die Grundsteinlegung der sogenannten „Neuen Halle“ auf der Alexanderhöhe erfolgte am 7. Mai 1898. Sie besaß einen Rittersaal, Gastronomie und einen Turm, auf dessen Spitze sich die Silhouette eines Armbrustschützen befand. Die neue Schützenhalle bot 1.500 Personen Platz. Eingeweiht wurde sie mit dem Schützenfest im Juli 1899.
Zum 200-jährigen Bestehen des Vereins entstand 1905 auf dem Schützengelände südlich der neuen Halle ein Musikpavillon mit achtseitiger Dachform, der 1954 abgerissen werden musste, um für An- und Umbaumaßnahmen zur Schaffung des Parktheaters Platz zu machen. Architekt war August Deucker (1869–1924). Ein 50 Personen starkes Orchester fand unter dem Dach des Pavillons Platz. Ein Fasslager sowie eine Zapf- und Schankanlage im tragenden Untergeschoss des Pavillons reichte für die Getränkeversorgung des umliegenden 1.000 m² großen Bier- und Kaffeegartens. Die Bürger schätzten den Bier- und Kaffeegarten, die morgendlichen Veranstaltungen mit Musik zu Ostern und Pfingsten, die Weihnachtsfeiern, aber auch über Iserlohn hinaus wurde die vom IBSV gärtnerisch gestaltete Alexanderhöhe mit Spielplatz und winterlicher Eisbahn als „sauerländisches Schmuckstück“ bezeichnet. Der Schützenverein entwickelte sich bis zum Beginn des Ersten Weltkriegs weiter gut. Der gesamte Wirtschaftsbetrieb auf der Alexanderhöhe kam jedoch mit Kriegsbeginn zum Erliegen. Die Neue Halle wurde Kriegslazarett. Die meisten Vereinsmitglieder wurden als Soldaten eingezogen. Viele von ihnen sind im Krieg gefallen. Die wirtschaftliche Lage der Bürgerschützenvereins verschlechterte sich und der Verein kämpfte ums Überleben. Das erste Schützenfest nach Kriegsende konnte erst wieder 1921 gefeiert werden. Wegen der in dieser Zeit hohen Inflation gab der IBSV eigene „Notgeldscheine“ heraus, die für Getränke und Verzehr auf dem Gelände der Alexanderhöhe bestimmt waren. Die Vorderseiten dieses Zahlungsmittels aus der Inflationszeit zeigten gezeichnete Porträts von sechs IBSV-Obersten mit der Angabe ihrer jeweiligen Zeit als Vorsitzende. Auf den Rückseiten waren unterschiedlichen Gebäude des IBSV abgebildet.
Am 14. Februar 1958 erfolgte mit Satzung vom 25. Mai 1957 die erste Eintragung des IBSV im Vereinsregister des Amtsgerichts Iserlohn.
Über die Jahrhunderte hinweg hat sich der Verein zu einer Institution entwickelt, die das kulturelle Erbe und den Gemeinschaftsgeist der Stadt bewahrt.

## Die Einheiten

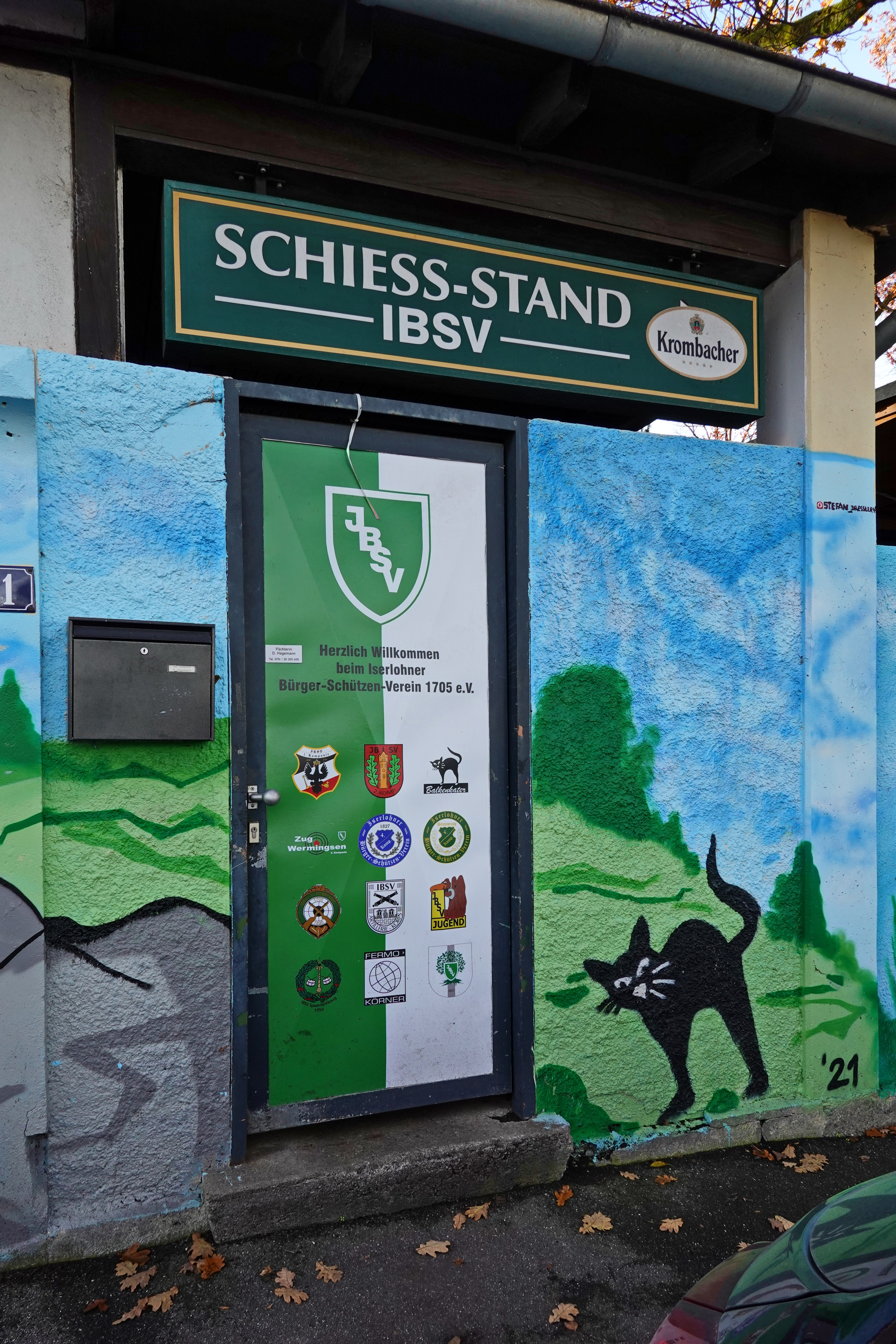
Schießstand (2023) der Kompanien auf der Alexanderhöhe

Der IBSV hatte 2008 etwa 7000 Mitglieder. Er gliedert sich heute in vier Kompanien, das Artillerie-Korps, den Spielmannszug, den Jugendzug und den Stab.
Die 1. Kompanie, 1705 gegründet, ist die Gründungskompanie des IBSV. Sie besteht aus dem Jägerzug (Trap- und Skeetschützen). Mit Ersuchen von 1738 baten die Iserlohner Bürger um Genehmigung der Bildung einer zweiten Kompanie.(S. 249) Diese entstand mit Genehmigung König Friedrich Wilhelm I. als Zeichen für die hohe Wehrbereitschaft der Iserlohner Bürger(S. 173).
Die 3. Kompanie, deren Gründungsdatum nicht genau feststellbar ist und um 1750 liegen soll, besteht heute aus den Zügen Wermingsen und Balkenkater. Sie zählt zu den mitgliederstärksten Einheiten im IBSV. Nach den Anfängen der einzelnen Korps, Kompanien und Züge wurde im Jahre 1827, unter der Führung des damaligen Bürgermeisters August Wilhelm Post, aus den bestehenden Einheiten das Bataillon gebildet, das fortan aus vier Kompanien und dem Kavalleriekorps bestand. 1896 kam die 5. Kompanie hinzu. Zum 31. Dezember 2023 wurde die 5. Kompanie aufgelöst.
In der 1. Kompanie fanden sich Persönlichkeiten der Stadt Iserlohn zusammen. In der 2. Kompanie wurde Frohsinn und Gesang besonders gepflegt, so dass sie auch „Sängerkompanie“ genannt wurde. In der 3. Kompanie kamen Handwerksmeister und ihre Gesellen zusammen, die aus diesem Grund auch den Namen „Handwerkerkompanie“ trug. Noch heute sollen 100 Handwerksmeister dort Mitglied sein. Die 4. Kompanie vereinigte die meisten Drahtzieher, Bergleute und Nadler. Sie war die sogenannte „Arbeiterkompanie“. Seit 1975 organisiert die 4. Kompanie jährlich Kompanieausflüge. Auch hält sie an Aschermittwoch das „Strohkerlverbrennen“ in Begleitung des IBSV-Spielmannszugs am Leben.
Die IBSV-Artillerie ist seit 1863 die Nachfolgeeinheit des Kavalleriekorps von 1755 und bestand 2005 aus einer Reiter- und Motorradgruppe.(S. 175)
In New York gründete der damals amtierende Oberst Ernst Dossmann 1973 die Fermo-Körner-Compagnie(S. 175), die ebenfalls zum Iserlohner Bürger-Schützen-Verein gehört. Sie ermöglicht es Menschen, die früher in Iserlohn gelebt haben, die Verbindungen zur Gemeinschaft aufrechtzuerhalten, selbst wenn sie die Stadt verlassen haben.
Die Geschichte des Spielmannszuges begann im Jahr 1948/49. Im Frühjahr 1950 schloss sich der Spielmannszug dem Sportverein VFK Iserlohn an. 1950/51 wurde er erstmalig in den IBSV aufgenommen. Heute wird der Spielmannszug von der 4. Kompanie betreut und untersteht dem IBSV.
Die IBSV-Jungschützen wurden bereits 1952 als Nachwuchsabteilung des gesamten IBSV gegründet. 1963 gründeten 12 ältere Jungschützen unter Oberst Dossmann den Jugendzug als zusätzliche eigenständige Gruppierung innerhalb der IBSV-Jugend. Die Grenze zwischen den Jungschützen und dem Jugendzug sind heute fließend. Er richtet sich an Jugendliche im Alter von 16 bis 23 Jahren. Vom Jugendhilfeausschuss der Stadt Iserlohn, als Träger der freien Jugendhilfe, ist die offene Jugendarbeit der IBSV-Jugend seit 1980 anerkannt. Die IBSV-Jugend ist eine eigenständige Nachwuchsabteilung neben den Kompanien des IBSV-Hauptvereins.

## Veranstaltungen und soziales Engagement

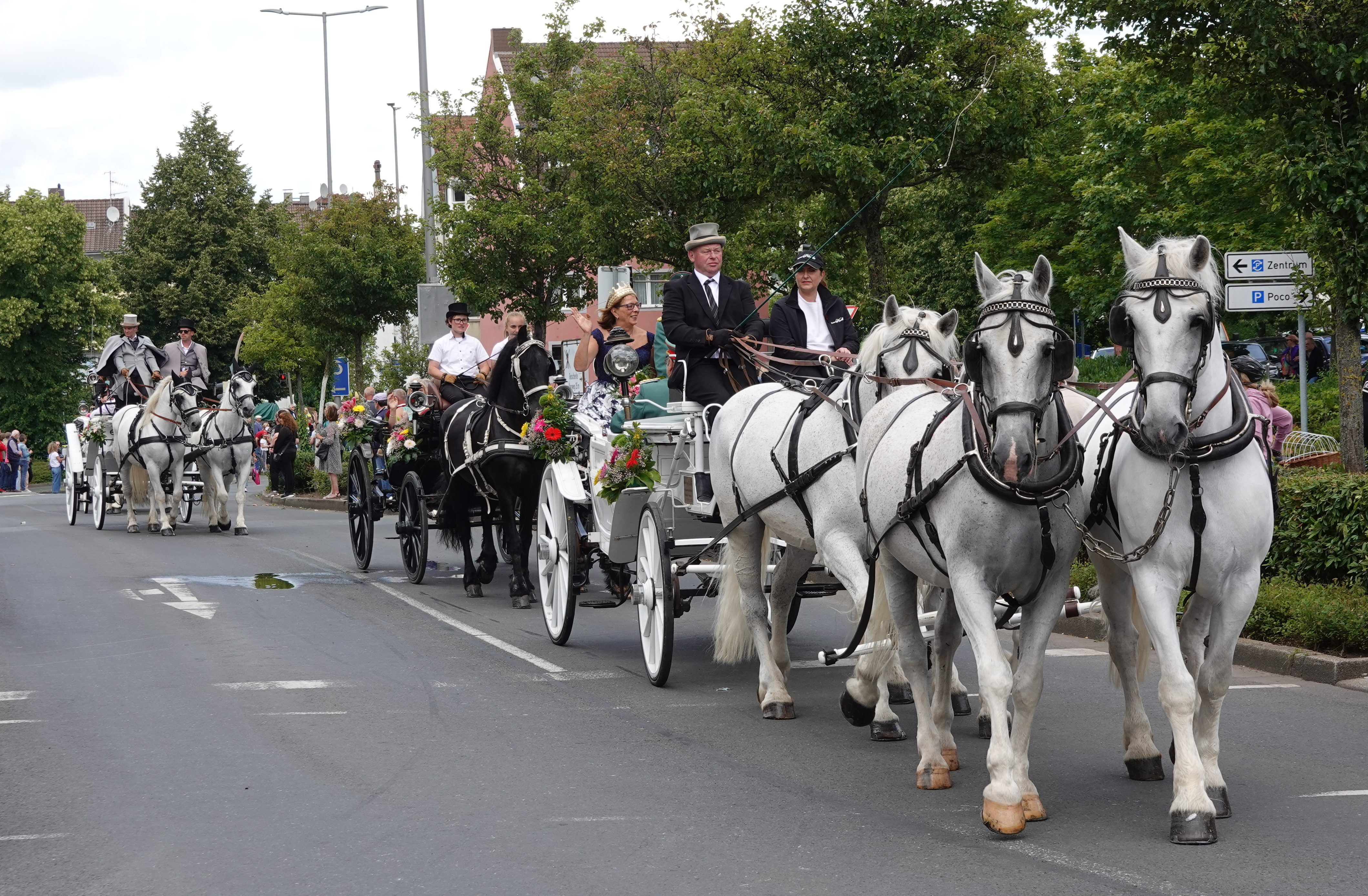
Festumzug 2024

Das Schützenfest des IBSV, das jährlich am ersten Wochenende im Juli stattfindet, ist ein zentrales Ereignis im kulturellen Kalender der Stadt. Es zählt zu den größten Schützenfesten eines einzelnen Vereins in Deutschland. Ein Bestandteil des Festes ist die internationale Musikparade, bei der Musikkapellen aus verschiedenen europäischen Ländern auftreten. Die Festumzüge durch die Stadt zum Festgelände Alexanderhöhe finden samstags und sonntags statt. Der Verein organisiert auch andere Veranstaltungen und Wettbewerbe, die kulturelle Aktivitäten und soziales Engagement fördern.
Der IBSV engagiert sich aktiv in sozialen und kulturellen Projekten innerhalb der Stadt.